# Atoka, Novi Meksiko
Atoka je popisom određeno mjesto u okrugu Eddyju u američkoj saveznoj državi Novom Meksiku. Prema popisu stanovništva SAD 2010. ovdje je živjelo 1077 stanovnika. 
Kroz Atoku prolazi državna cesta br. 285.

## Zemljopis
Nalazi se na 32°46′10″N 104°23′20″W / 32.76944°N 104.38889°W. Prema Uredu SAD-a za popis stanovništva, zauzima 17,59 km2 površine, od čega 17,51 suhozemne.

## Stanovništvo
Prema podatcima popisa 2010. ovdje je bilo 1077 stanovnika, 384 kućanstva od čega 291 obiteljsko, a stanovništvo po rasi bili su 75,6% bijelci, 0,9% "crnci ili afroamerikanci", 0,7% "američki Indijanci i aljaskanski domorodci", 0,2% Azijci, 0,0% "domorodački Havajci i ostali tihooceanski otočani", 21,2% ostalih rasa, 1,4% dviju ili više rasa. Hispanoamerikanaca i Latinoamerikanaca svih rasa bilo je 51,9%.